# Бондаренко Станіслав Євгенович
Бондаре́нко Станісла́в Євге́нович (*26 листопада 1979, Харків) — український лікар ортопед-травматолог, доктор медичних наук, директор Інституту патології хребта та суглобів імені Михайла Ситенка НАМН України, генеральний секретар European Hip Society.

## Життєпис

### Навчання
Протягом 1996—2002 навчався у ХНМУ і упродовж 2002—2004 років пройшов інтернатуру в Харківській обласній травматологічній лікарні.
2009 року отримав науковий ступінь кандидата медичних наук за результатами захисту дисертації «Ендопротезування кульшового суглоба при наслідках реактивних артритів» (спеціальність «Травматологія та ортопедія»).
2018 року отримав науковий ступінь доктора медичних наук за результатами захисту дисертації «Ендопротезування в разі наслідків травм кульшової западини та проксимального відділу стегнової кістки» (спеціальність «Травматологія та ортопедія»).

### Кар'єра
З 2004 року Станіслав Бондаренко працює у ДУ «Інститут патології хребта та суглобів імені професора М. І. Ситенка НАМН України».
Протягом 2004—2006 років — ортопедом-травматологом відділення невідкладної травматологічної допомоги.
А з жовтня 2006 року Станіслав Бондаренко знаходиться у відділі патології суглобів на посадах: молодшого наукового співробітника (2009—2010), наукового співробітника (2011—2013), старшого наукового співробітника (2013—2016), головного наукового співробітника (з листопада 2018).
У вересні 2023 року призначили виконуючим обов'язки директора Інститут патології хребта та суглобів імені Михайла Ситенка НАМН України. З 1 липня 2024 року наказом Національної академії медичних наук України призначено директором установи.

### Громадська діяльність
З липня 2015 року — експерт Постійної робочої групи МОЗ України з питань профільного супроводу закупівель за напрямом «Ендопротези і набори для імплантації».
2019 року Станіслав Бондаренко став секретарем спеціалізованої вченої ради Д 64.607.01, де розглядаються та захищаються дисертації на здобуття наукового ступеня доктора медичних наук (спеціальність «14.01.21» — травматологія та ортопедія). 2021 року був головою разової спеціалізованої вченої ради ДФ 64.607.002 з правом розглядати дисертацію на здобуття ступеня доктора філософії спеціальності «Медицина».
2021 року брав участь у робочій групі НСЗУ з розробки «Вимог до пакетів послуг програми медичних гарантій», що стосуються амбулаторної вторинної (спеціалізованої) та третинної (високоспеціалізованої) медичної допомоги.
Він є активним учасником низки міжнародних професійних асоціацій, організовує, модерує доповіді, лекції, входить до оргкомітету міжнародної конференції «Передові методики лікування патології кульшового, колінного та плечового суглобів» (м. Харків), розвиває міжнаціональне співтовариство хірургів-ортопедів.
Протягом 2016—2018 років Станіслав Бондаренко у складі міжнародної консенсусної групи, що брала участь у міжнародній погоджувальній конференції, підготував рекомендації з перипротезної (скелетно-м'язової) інфекції.
Член Європейського товариства кульшового суглоба (European Hip Society, EHS), національний представник України. 2021 року був обраний до комітету EHS в якості генерального секретаря.
Член Міжнародного товариства ортопедичної хірургії та травматології (SICOT) та є представником його української національної секції.
Станіслав Бондаренко є заступником головного редактора журналу «Ортопедія, травматологія та протезування», запрошеним заступником редактора розділу ортопедичної хірургії журналу «Frontiers in Surgery» (тема дослідження: «Ендопротезування колінного суглоба: методики та ускладнення»). Також входить до редакційних колегій журналів Hip International, «Травма».

### Наукова робота
Станіслав Бондаренко працює над проблемами лікування та протезування кульшового й колінного суглобів.
Протягом 2008—2016 років було видано 9 патентів на розробки за участі Станіслава Бондаренка:
1. № 36307 (27.10.2008) — «Спосіб артропластики порожнинного дефекту медіальної стінки кульшової западини при ендопротезуванні кульшового суглоба»
2. № 89686 (25.04.2014) — «Спосіб фіксації ацетабулярного компонента у разі ендопротезування кульшового суглоба»
3. № 90464 (26.05.2014) — «Спосіб ендопротезування раніше оперованого кульшового суглоба у разі сегментарного дефекту верхньої стінки кульшової западини»
4. № 95232 (10.12.2014) — «Спосіб цементної фіксації ацетабулярного компонента при тотальному ендопротезуванні кульшового суглоба з остеопорозом»
5. № 95932 (12.01.2015) — «Спосіб пластики посттравматичного дефекту кульшової западини при тотальному ендопротезуванні кульшового суглоба»
6. № 96034 (12.01.2015) — «Кінцево-елементна модель таза»
7. № 98168 (27.04.2015) — «Спосіб моделювання кульшового суглоба»
8. № 104705 (10.02.2016) — «Спосіб хірургічного лікування дефектів кульшової западини при тотальному ендопротезуванні кульшового суглоба»
9. № 106347 (25.04.2016) — «Спосіб моделювання таза»[28].

## Наукові публікації
С. Є. Бондаренко — автор понад 100 наукових друкованих праць, зокрема за його участі підготовлено навчальні підручники, монографії, методичні рекомендації. Вагомі публікації див. у базі Scopus: станом на листопад 2021 року, у базі 8 публікацій, процитовано 13 разів, індекс Гірша становить 2.
Підручники, посібники
- The Adult Hip — Master Case Series and Techniques :  [англ.] / ed. Eleftherios Tsiridis. — Cham : Springer, 2018. — ISBN 978-3-319-64175-1.
- Proceedings of the Second International Consensus Meeting on Musculoskeletal Infection :  [англ.] / Chairmen Javad Parvizi, Thorsten Gehrke. — Brooklandville : Data Trace Publishing Company, 2018. — ISBN 978-1-57400-157-0.
- Рекомендації міжнародної погоджувальної конференції з перипротезної інфекції. Консенсус / Джавад Парвізі, Торстен Герке : переклад з англ. за редакцією М.О. Коржа, В.А. Філіпенка. — Х. : Колегіум, 2016.
- Рекомендації другої міжнародної погоджувальної конференції з перипротезної інфекції. Консенсус / Джавад Парвізі, Торстен Герке : переклад з англ. за редакцією М.О. Коржа, В.А. Філіпенка. — Х. : Колегіум, 2019. — 520 с. — ISBN 978-966-97351-4-0.

Монографії, довідники
- Справочник ортопеда :  [рос.] : справочное издание / А.А. Барков, С.Е. Бондаренко, В.В. Бурлака [и др.] ; ред. Н.А. Корж , В.А. Радченко. — К. : Доктор-Медиа, ГУ «Ин-т патологии позвоночника и суставов им. М. И. Ситенко АМН Украины», 2011. — 378 с. — (Бібліотека «Здоров'я України». Ортопед). — ISBN 978-966-2165-34-0.
- Эндопротезирование тазобедренного сустава :  [рос.] / под ред. В.А. Филиппенко, Н.А. Коржа. — Х. : Коллегиум, 2015. — 220 с. — ISBN 978-966-97351-4-0.

Методичні рекомендації
- Особливості ендопротезування хворих з наслідками реактивних артритів кульшового суглоба : методичні рекомендації / уклад. : В.А. Філіпенко, З.М. Мітелева, В.О. Мезенцев, С.Є Бондаренко ; установа-розробник : Ін-т патології хребта та суглобів. — Х. : МОЗУ, АМН України, УЦНМІПЛР, 2009. — 32 с.
- Спосіб м'якотканинної коригувально-мобілізуючої декомпресії I плесно-фалангового суглоба стопи при поперечно-розпластаній деформації (ПРД) плесневого відділу стопи / авт. розр. Яременко Д.О., Долудя Я.О., Бондаренко С.Є. // Додаток до «Журналу Національної академії медичних наук України» : Інформаційний бюлетень. — К. : НАМНУ, 2012. — Вип. 33. — С. 140.
- Спосіб хірургічного лікування варусного типу поперечної розпластаності плесневого відділу (ВТПРПВ) і вальгусної деформації великого пальця стопи (ВДВПС) / авт. розр. Яременко Д.О., Долудя Я.О., Бондаренко С.Є. // Додаток до «Журналу Національної академії медичних наук України» : Інформаційний бюлетень. — К. : НАМНУ, 2012. — Вип. 33. — С. 141.